# Liga Nacional de Guatemala 1944-45
La Liga Nacional de Guatemala 1944/45 es el tercer torneo de Liga de fútbol de Guatemala. El campeón del torneo fue el Tipografía Nacional.  El campeonato concluyó antes de tiempo, debido a la revolución.

## Formato
El formato del torneo era de todos contra todos a dos vueltas, En caso de empate por puntos la diferencia de goles determinaba quien era el campeón.  Todos los partidos se jugaron en los desaparecidos estadios Autonomía, Los Arcos, además de la cancha de fútbol del Colegio de Infantes, ubicados en la Ciudad de Guatemala.
En caso de ganar el partido se otorgaban 2 puntos, si era empate era un punto, en caso de pérdida de partido no se otorgaban puntos.

## Cambios
El torneo volvió a tener 7 equipos, luego del regreso de Universidad San Carlos a la liga.

## Equipos participantes
| Club                      | Ciudad              | Departamento |
| ------------------------- | ------------------- | ------------ |
| Guatemala                 | Ciudad de Guatemala | Guatemala    |
| Hércules                  | Ciudad de Guatemala | Guatemala    |
| Hospicio                  | Ciudad de Guatemala | Guatemala    |
| IRCA                      | Ciudad de Guatemala | Guatemala    |
| Municipal                 | Ciudad de Guatemala | Guatemala    |
| Tipografía Nacional       | Ciudad de Guatemala | Guatemala    |
| Universidad de San Carlos | Ciudad de Guatemala | Guatemala    |

## Posiciones
|  | Pos. | Equipos             | PJ | PG | PE | PP | GF | GC | Dif. | PTS | Condición |
|  | ---- | ------------------- | -- | -- | -- | -- | -- | -- | ---- | --- | --------- |
|  | 1º   | Tipografía Nacional | 12 | 8  | 1  | 3  | 47 | 17 | +30  | 17  | Campeón   |
|  | 2º   | Municipal           | 12 | 7  | 3  | 2  | 22 | 14 | +8   | 17  |           |
|  | 3º   | Universidad         | 12 | 7  | 3  | 2  | 25 | 21 | +4   | 17  |           |
|  | 4º   | IRCA                | 12 | 5  | 2  | 5  | 26 | 32 | -6   | 12  |           |
|  | 5º   | Hospicio            | 12 | 2  | 4  | 6  | 20 | 29 | -9   | 8   |           |
|  | 6º   | Hércules            | 12 | 3  | 1  | 8  | 20 | 40 | -20  | 7   |           |
|  | 7º   | Guatemala           | 12 | 2  | 2  | 8  | 19 | 26 | -7   | 6   |           |
|  |      |                     |    |    |    |    |    |    |      |     |           |

| Campeón Temporada 1944-45     |
| Tipografía Nacional 2º Título |
| ----------------------------- |